# Flavien Conne
Flavien Conne (* 1. April 1980 in Puidoux) ist ein ehemaliger Schweizer Eishockeyspieler, der insgesamt 14 Jahre lang für den HC Lugano in der Schweizer National League A aktiv war. Zudem lief er über viele Jahre für die Schweizer Eishockeynationalmannschaft auf.

## Karriere
Flavien Conne begann seine Karriere beim HC Servette Genève. In der Saison 1996/97 sammelte er seine ersten Erfahrungen im Profi-Eishockey, als der Flügelspieler in 35 Partien der Nationalliga B auflief und 19 Scorerpunkte sammelte. In der folgenden Spielzeit gelang es ihm, seine Trefferquote zu steigern und in 40 Spielen 29 Punkte zu erzielen. Daraufhin nahm ihn der Erstligist HC Ambrì-Piotta unter Vertrag, bei dem er noch während derselben Spielzeit sein Debüt in der höchsten Schweizer Liga gab. Zwischen 1998 und 2000 ging er für Fribourg-Gottéron aufs Eis. Conne qualifizierte sich mit dem Verein zwei Mal für die Play-offs und unterlag jeweils in der ersten Runde gegen den HC Lugano. Er wurde beim NHL Entry Draft 2000 von den Los Angeles Kings in der achten Runde an insgesamt 250. Position ausgewählt, jedoch nie von den Kings unter Vertrag genommen. Anschliessend wechselte er zum HC Lugano. Bereits in seiner ersten Saison wurde er ein fester Bestandteil des Teams und zählte auch in den Folgejahren zu den Stammkräften bei den Tessinern. Dabei zählte er zur Mannschaft, die 2003 und 2006 die Schweizer Meisterschaft gewann. Auf europäischer Ebene erreichte er mit Lugano 2003 und 2004 jeweils den dritten Rang beim IIHF Continental Cup.
Im Juni 2014 beendete er seine Karriere, nachdem seine Saison 2013/14 von einer Vielzahl von Verletzungen geprägt gewesen war. Für den HC Lugano erzielte er in insgesamt 589 Spielen 95 Tore und 151 Assists.
Der rechte Außenstürmer nahm mit der Schweizer Eishockeynationalmannschaft an diversen Turnieren teil. Als beste Resultate belegte er bei der Weltmeisterschaft 2000 und den Olympischen Winterspielen 2006 mit der Schweizer Auswahl jeweils den sechsten Rang.

## Erfolge und Auszeichnungen
- 2003 Schweizer Meister mit dem HC Lugano
- 2006 Schweizer Meister mit dem HC Lugano

### International
- 1998 Bronzemedaille bei der Junioren-Weltmeisterschaft

## Karrierestatistik

### International
Vertrat die Schweiz bei:
| - U18-Junioren-Europameisterschaft 1997 - U18-Junioren-Europameisterschaft 1998 - Junioren-Weltmeisterschaft 1998 - U20-Junioren-Weltmeisterschaft 1999 - U20-Junioren-Weltmeisterschaft 2000 - Weltmeisterschaft 2000 | - Weltmeisterschaft 2001 - Olympischen Winterspielen 2002 - Weltmeisterschaft 2002 - Weltmeisterschaft 2003 - Weltmeisterschaft 2005 - Olympischen Winterspielen 2006 |

(Legende zur Spielerstatistik: Sp oder GP = absolvierte Spiele; T oder G = erzielte Tore; V oder A = erzielte Assists; Pkt oder Pts = erzielte Scorerpunkte; SM oder PIM = erhaltene Strafminuten; +/− = Plus/Minus-Bilanz; PP = erzielte Überzahltore; SH = erzielte Unterzahltore; GW = erzielte Siegtore; 1 Play-downs/Relegation; Kursiv: Statistik nicht vollständig)